# Alanorites
Alanorites is een geslacht van kevers uit de familie van de loopkevers (Carabidae). De wetenschappelijke naam van het geslacht is voor het eerst geldig gepubliceerd in 1998 door Belousov.

## Soorten
Het geslacht Alanorites omvat de volgende soorten:
- Alanorites enigmaticus Belousov, 1998
- Alanorites labensis Belousov, 1998
- Alanorites teberdensis Belousov, 1998